# Herrschaft Arnegg

Stammwappen derer von Arnegg
In Blau ein halber goldener Flug.

Die Herrschaft Arnegg mit Sitz auf Burg Arnegg etwa fünf Kilometer westlich von Ulm war ursprünglich wohl ein Lehen der Grafen von Dillingen. Der Name der Burg und der Ortschaft Arnegg stammt vermutlich von einem Arno oder Aro, dem Stammhalter der Burg.

## Geschichte
Erstmalig erwähnt wurde 1265 der Mönch Hugo von Arnegg. Im Jahre 1335 verkauften die Gebrüder Konrad und Ulrich Seiler von Arnegg die Herrschaft an das Haus Württemberg. Danach wurde sie mehrmals verpfändet. Im Städtekrieg von Ulm wurde die Burg Arnegg 1367/68 zerstört, vom Haus Württemberg aber wieder aufgebaut. Als letzter Pfandnehmer wurde 1410 Heinrich von Arnegg genannt. Schließlich verkaufte Württemberg die Herrschaft 1470 an Wilhelm von Stadion. Im Jahre 1700 kam die Herrschaft Arnegg an den Deutschen Orden und wurde von der Kommende Altshausen verwaltet. Der Amtssitz der Kommende wurde 1783 in das neu errichtete Amtshaus verlegt. Die seitdem unbewohnte Burg zerfiel ganz langsam zur Ruine. Im Rahmen der Mediatisierung im Jahr 1806 kam die Herrschaft Arnegg unter die Landeshoheit von Württemberg.
Heute ist die Burgruine in Privatbesitz. Auf den alten Mauern wurden Wohngebäude in Fachwerkbauweise errichtet. Von der Burg selbst sind nur noch wenige Mauerreste zu sehen. 

## Darstellungen in der Kunst

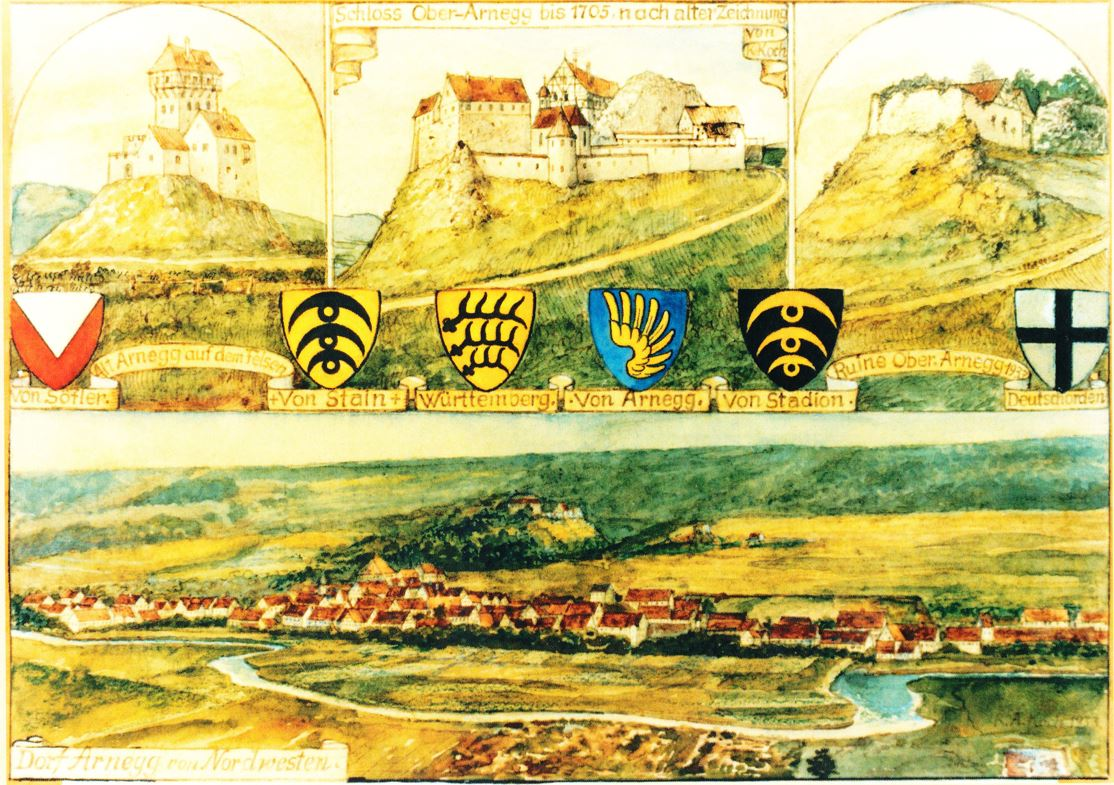
Historische Darstellungen der Burg Arnegg auf einem Gemälde von Konrad Albert Koch (1933)

Der Burgenforscher und Kunstmaler Konrad Albert Koch fasste 1933 die geschichtliche Entwicklung der Burg Arnegg mit historischen Darstellungen in einem Gemälde zusammen. Es zeigt „Alt-Arnegg auf dem Felsen“, „Schloss Ober-Arnegg bis 1705 nach alter Zeichnung“, „Ruine Ober-Arnegg 1933“ sowie eine Ansicht „Dorf Arnegg von Nordwesten“. Darauf mit dargestellt sind die Wappen der jeweiligen Herrschaften Söfler, Stain, Württemberg, Arnegg und Stadion sowie des Deutschordens.